# Elvira de Toro
Elvira de Toro ou Elvira de Castela e Leão (Burgos, 1037/1038/1039 — Toro, 15 de novembro de 1101)foi uma infanta de Leão e Castela, além de senhora de Toro. Também é conhecida por suas doações a vários mosteiros.

## Família
Ela foi a segunda filha e terceira criança nascida do rei Fernando I de Leão e de Sancha I de Leão.
Os seus avós paternos foram o rei Sancho Garcês III de Pamplona e Munia Maior de Castela. Os seus avós maternos foram Afonso V de Leão e Elvira Mendes.
Ela teve quatro irmãos: o rei Sancho II de Castela, o rei Afonso VI de Leão, o rei Garcia II da Galiza e Urraca, senhora de Samora.

## Biografia

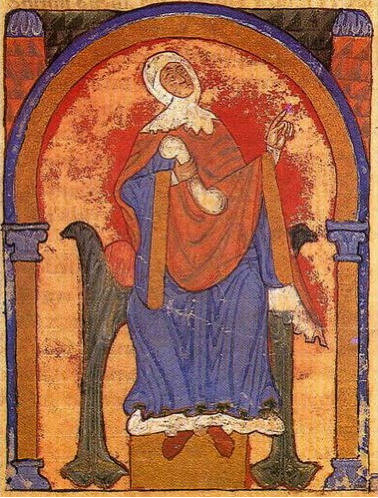
Ilustração de autoria desconhecida.

Após a morte do pai, Fernando, o reino foi dividido entre os filhos, e Elvira ficou com a cidade de Toro, que hoje pertence a província de Samora, na Espanha.
Sob os termos do acordo de 1064, o qual dividiu os territórios, a ela e Urraca foram concedidos todos os mosteiros do reino, para que possam viver suas vidas sem um marido. Também recebeu o título de rainha titular de Toro.
A senhora de Toro e os seus irmãos assinaram diversos documentos de doações juntos. Em 10 de dezembro de 1068, Elvira doou propriedades para Santiago de Compostela. Já em 25 de abril de 1087, ela doou o mosteiro de Piloño a Santiago de Compostela, documento o qual confirmou em 13 de novembro de 1100. Ainda em 1087, ela fez uma doação de terras importante ao Mosteiro de San Salvador de Oña, parte da província de Burgos.
Na data de 29 de julho de 1071, ela fez uma doação a Catedral de Lugo, a qual pode ter sido confirmada mais tarde por Sancho II.
Em 17 de agosto de 1077, Urraca e Elvira assinaram o documento que registra um acordo entre o bispo Diego Peláez e o abade de Antealtares, San Fagundo.
Elvira faleceu em 15 de novembro de 1101, e foi enterrada na Basílica de Santo Isidoro, na cidade de Leão. 